# Fortuna '54 in het seizoen 1964/65
Het seizoen 1964/1965 was het 11e jaar in het bestaan van de Geleense betaaldvoetbalclub Fortuna '54. De club kwam uit in de Eredivisie en eindigde daarin op de zesde plaats. Tevens deed de club mee aan het toernooi om de KNVB Beker, hierin werd in de eerste ronde, na verlenging, verloren van Fortuna (0–1). Dankzij de bekerwinst in het vorige seizoen plaatste de club zich voor de Europacup II, echter werd in de eerste ronde verloren, voer twee wedstrijden, van het Italiaanse Torino AC (3–5).

## Wedstrijdstatistieken

### Eredivisie
|       | ADO   | Ajax  | DOS   | DWS   | Sportclub Enschede | Feijenoord | Go Ahead | GVAV  | Heracles | MVV   | NAC   | PSV   | Sittardia | Sparta | Telstar |
| ----- | ----- | ----- | ----- | ----- | ------------------ | ---------- | -------- | ----- | -------- | ----- | ----- | ----- | --------- | ------ | ------- |
| Thuis | 2 – 3 | 2 – 0 | 2 – 4 | 1 – 2 | 2 – 2              | 1 – 0      | 2 – 1    | 1 – 0 | 2 – 0    | 0 – 0 | 1 – 6 | 2 – 5 | 0 – 3     | 3 – 1  | 0 – 1   |
| Uit   | 1 – 2 | 2 – 1 | 0 – 3 | 0 – 2 | 0 – 0              | 5 – 0      | 1 – 3    | 3 – 3 | 2 – 4    | 1 – 0 | 0 – 1 | 1 – 2 | 2 – 2     | 1 – 0  | 2 – 0   |

### KNVB Beker
| 1e ronde                                      | Fortuna       | 1 – 0 Na verlenging | Fortuna '54 |
| 4 oktober 1964 Plaats: Vlaardingen Floreslaan | Arie Don 120' |                     |             |

### Europacup II
| 1e ronde                                           | Torino AC                                                    | 3 – 1 (1 – 1) | Fortuna '54                              |
| 23 september 1964 Plaats: Turijn Olympisch Stadion | Gerry Hitchens 45' Giambattista Moschino 51' Gigi Meroni 59' |               | 15' Spitz Kohn                           |
| 1e ronde                                           | Fortuna '54                                                  | 2 – 2 (0 – 1) | Torino AC                                |
| 7 oktober 1964 Plaats: Geleen Mauritsstadion       | Piet van Rhijn 59' Peter Benen 66' (pen.)                    |               | 5' Gerry Hitchens 54' (e.d.) Harry Brüll |

## Statistieken Fortuna '54 1964/1965

### Eindstand Fortuna '54 in de Nederlandse Eredivisie 1964 / 1965
| Stand | Gespeeld | Gewonnen | Gelijk | Verloren | Punten | Doelpunten voor | Doelpunten tegen |
| ----- | -------- | -------- | ------ | -------- | ------ | --------------- | ---------------- |
| 6e    | 30       | 13       | 5      | 12       | 31     | 44              | 49               |

### Topscorers
| #                 | Naam                 | Goal |
| ----------------- | -------------------- | ---- |
| 1.                | Spitz Kohn           | 19   |
| 2.                | Bart Carlier         | 7    |
| 3.                | Aleksandar Petaković | 4    |
| 4.                | Carel Breikers       | 3    |
| 4.                | John Fredrix         | 3    |
| 6.                | Gène Gerards         | 2    |
| 6.                | Piet van Rhijn       | 2    |
| 8.                | Peter Benen          | 1    |
| 8.                | Pierre Custers       | 1    |
| 8.                | Coy Koopal           | 1    |
| Onbekend doelpunt |                      |      |
| –                 | Onbekend             | 1    |
| Totaal            | Totaal               | 44   |

| #      | Naam        | Goal |
| ------ | ----------- | ---- |
| –      | Geen speler | 0    |
| Totaal | Totaal      | 0    |

| #      | Naam           | Goal |
| ------ | -------------- | ---- |
| 1.     | Peter Benen    | 1    |
| 1.     | Spitz Kohn     | 1    |
| 1.     | Piet van Rhijn | 1    |
| Totaal | Totaal         | 3    |

## Voetnoten
ADO ·
Ajax ·
DOS ·
DWS ·
Sportclub Enschede ·
Feijenoord ·
Fortuna '54 ·
Go Ahead ·
GVAV ·
Heracles ·
MVV ·
NAC ·
PSV ·
Sittardia ·
Sparta ·
Telstar